# Jonathan Allardon
Jonathan Allardon (ur. 3 czerwca 1991) – francuski judoka. Startował w Pucharze Świata w latach 2011, 2012, 2014-2016 i 2018-2021. Brązowy medalista igrzysk śródziemnomorskich w 2013. Drugi na uniwersjadzie w 2013 i trzeci w 2015. Wygrał igrzyska frankofońskie w 2013. Srebrny medalista ME juniorów w 2010. Mistrz Europy U-23 w 2013. Trzeci na mistrzostwach Francji w 2015 roku.